# Florent-Joseph Ier Bazelaire
Florent-Joseph Ier Bazelaire (Le Viel-Marché, faubourg de Saint-Dié, 22 janvier 1652 - Lunéville, 12 novembre 1724), avocat au Parlement de Metz, substitut du procureur-général au bailliage de Saint-Dié, prévôt royal de Saint-Dié, lieutenant-général au bailliage de Saint-Dié.

## Milieu familial
Les Bazelaire pourraient tirer leur nom d'une origine bâloise. À une douzaine de lieues de Bâle, vers 1336, Albrecht Baseler, chevalier, tenait de l’évêque de Strasbourg un fief faisant partie du Haut-Mundat et relevant donc du ban de Rouffach, dans l’actuel Haut-Rhin.
En tous les cas, les Bazelaire étaient établis dès le XVe siècle en la cité d'Yvoix ou Ivoi, depuis nommée Carignan (Ardennes), dans le Comté de Chiny, où Jehan Ier Bazelaire, dit Petit Jehan (ca 1460 - avant 1505), fut cité à titre posthume dans un acte du 25 avril 1504. Il comptait plusieurs ecclésiastiques dans sa parenté :
- Estienne Ier Bazelaire ou Bauzelaire († après le 9 mars 1510), religieux de l'ordre de Prémontré, abbé de Mureau de 1499 à 1507[2], qui se vit contester la jouissance de la chapellenie de l’ermitage du Bonlieu, à Rouvroy, près de Montmédy, au diocèse de Trèves, en 1510[3].
- Jehan II Bazelaire, curé de Martigny-les-Gerbonvaux, près de Coussey (Vosges), qui fut nommé administrateur de l’hôpital Saint-Éloi de Gerbonvaux par lettres patentes données le 27 mai 1521 par Jehan VIII, comte de Salm (1495-1548)[4].
- Messire Didier Ier Bazelaire († après le 19 janvier 1590), prêtre du diocèse de Trêves, l'un des six chanoines du chapitre de l’église collégiale d’Ivoix-Carignan en 1581-1588, qui était trésorier de ce chapitre le 17 octobre 1584[5].

Par une transaction du 15 juillet 1576, Florent Ier Bazelaire (ca 1545 - après le 25 juin 1601) vendit à son frère Jehan III Bazelaire l’Aisné (ca 1530 - après le 1er mai 1610) ses droits héréditaires dans la succession paternelle et, fuyant probablement aussi bien les guerres qui achevaient de dévaster le duché de Luxembourg et le comté de Chiny, que la peste qui ravageait la ville d'Yvoix- Carignan, il alla s'établir à Saint-Dié-des-Vosges. Or, au tout début du XVIIe siècle, Jehan III Bazelaire l’Aisné (ca 1530 - après le 1er mai 1610) quitta lui aussi Yvoix pour s'installer à Sainte-Catherine, aujourd'hui en Belgique, dont il était bourgeois en 1605 et échevin en 1607. Jehan III avait épousé en premières noces, avant le 18 janvier 1564, une damoiselle Le Menusier, et en secondes noces, avant le 15 septembre 1570, damoiselle Poncette Anthoine dite de Roussel († après le 7 avril 1633).
Son fils, Jehan IV Bazelaire le Jeune (Yvoix ca 1550 - après le 10 juillet 1587), « bourgeois d’Yvoix-Carignan » en 1577, obtint de Salentin de Wahl, écuyer, prévôt d’Yvoix, de son beau-frère Martin Chardel, « chastelaijn héréditable et recepveur » d’Yvoix, de Thiébault de Hézecques, seigneur d’Inor et de Messencourt, de Poncelet Bonny, lieutenant, ainsi que de Jehan La Briche, Gérard du Mont, et Jacquemin Henriot, jurés, et de Jacquemin Corpel, clerc juré, un jugement du 20 septembre 1572 basé sur des reconnaissances émanant des justices de Neufchâteau et du Pays messin ainsi que sur des titres authentiques, établissant sa noblesse et celle de « ses prédécesseurs, ayeux, bisayeuls, parens et alliés ». Toutefois, à Saint-Dié-des-Vosges, la descendance de Florent Ier Bazelaire tomba rapidement dans la roture et abandonna le style de vie et les attributs de la noblesse, jusqu'à la seconde moitié du XVIIe siècle où elle amorça un processus d'ascension sociale.

## Naissance
Baptisé le 22 janvier 1652 en l’église Saint-Martin du Viel-Marché, faubourg de Saint-Dié-des-Vosges, Florent-Joseph Ier Bazelaire fut le filleul de Paul Ier Dolmaire (1623-1709), seigneur de Provenchères-sur-Fave, de La Tressonnerie, et d’Anould en partie, juge civil et criminel ès sièges bailliager et prévôtal de Saint-Dié, et de dame Marguerite Lhuillier de Spitzemberg, femme de Gérard de La Grandmaison, capitaine au régiment de L’Huillier-Infanterie, qui demeurait place de La Grandmaison à Rambervillers. Troisième enfant et deuxième fils de Florent III Bazelaire (Le Viel-Marché, probablement le 8 décembre 1619 - ibidem, 26 février 1686), conseiller de police et maître des postes à Saint-Dié-des-Vosges, et de sa femme Anne Gérardin (Saint-Dié-des-Vosges, probablement le 12 février 1622 - mariée à Saint-Dié-des-Vosges, 19 février 1645 - Le Viel-Marché, 25 mai 1678), il était ainsi l'un des frères du révérend père Célestin de Saint-Dié, provincial des capucins de Nancy à trois reprises.

## Formation et charges
Après avoir étudié le droit en l’université de Pont-à-Mousson, Florent-Joseph Ier Bazelaire fut reçu avocat en la cour du Parlement de Metz le 8 février 1673, 
Substitut du procureur général au bailliage de Saint-Dié, Val-de-Lièvre et Saint-Hyppolite dès le 5 mars 1675, prévôt royal en la prévôté de Saint-Dié du 27 mars 1682 au 8 août 1698 au moins, il exerça ensuite la charge de lieutenant-général et chef de police au siège bailliager de Saint-Dié du 1er janvier 1702 au 22 octobre 1711 au moins. À sa suite, «pendant plus d'un siècle, la charge de lieutenant-général du bailliage fut occupée par des membres de la famille de Bazelaire», en particulier par son fils, Charles-Joseph, puis, après la mort de celui-ci, par son frère, Charles Bazelaire . Par acte passé le 2 décembre 1690, il acquit la terre et seigneurie de Lesseux, comprenant Lesseux, Lusse, Colroy, Neuvillers, Beulay, Provenchères et Raves, érigée en comté par lettres patentes de Charles, duc de Lorraine, données le 30 septembre 1628 à Nancy.

## Armes
En 1701, Florent-Joseph Ier Bazelaire fut le dernier à enregistrer ses armes en l’Armorial général colorié de la province de Lorraine pour le bureau de Saint-Dié, suivant l’ordre du registre Ier (n° 27). Estropié, son patronyme devint Bayelaire, comme l’a fait remarquer en son temps Henri Bardy (1829-1909), dans « L’Armorial de Saint-Dié en 1697 ». Bien qu’il ne fût accompagné d’aucun prénom, on peut croire qu’il désignait le futur lieutenant-général de Saint-Dié ou son frère Charles Ier. On notera l’aspect luxembourgeois du blason enregistré : « party d’argent et de sinople ; et un chef de gueules, chargé de trois merlettes [rangées] d’argent » ; tout en rappelant celui des seigneurs de Belvaux et celui des d’Aspremont justement dits aux Merlettes, son chef est exactement celui que portèrent les seigneurs de Clervaux et de Meysembourg.

## Confirmation et rehabilitation d'ancienne noblesse et anoblissement (1705)
Florent-Joseph Ier Bazelaire et son frère Charles Bazelaire, ayant remontre qu'ils étaient issus de l'ancienne famille noble des Bazelaire en la province de Montmedy, reçurent d’une part des lettres patentes de confirmation et de réhabilitation d'ancienne noblesse et d’autre part des lettres patentes d'anoblissement, données ensemble le 8 janvier 1705 à Lunéville par Léopold Ier de Lorraine. Par les premières lettres patentes, le duc Léopold voulait «qu'ils soient tenus censéz et réputés pour nobles d'ancienne extraction, qu'en cette qualité ils puissent parvenir a tous degrés de chevallerie et autres tiltres et dignitéz  réservéz a l'ancienne noblesse». Dans les secondes lettres patentes, le duc Léopold indiquait à propos de Florent-Joseph : « nostre cher et féal Florent-Joseph Bazelaire, lieutenant général et chef de police en nostre siège bailliager de St-Diey et nostre cher et bien-aimé Charles Bazelaire, son frère, advocat en nostre cour souveraine, nous ayant remontré que pour parvenir à cette éminente qualité, ils se seroient addonnez dès leur jeunesse à l’estude des belles lettres, et y auroient fait assez de progrès pour que ledit Florent-Joseph Bazelaire eut à la vingt-quatrième année de son âge, esté estimé digne par nostre très cher et très honoré grand-oncle Charles IV, d’heureuse mémoire, de posséder la charge de substitut de nostre procureur général ès-offices de St-Diey, Val-de-Liepvre et St-Hypolite, et peu de temps après celle de prévost dudit St-Diey ; lesquelles [charges] il a toujours exercé[es] avec intégrité, et au contentement du publiq, suivant les tesmoignages qu’on nous en a rendus, de mesme que de sa capacité et de son mérite ; ce qui nous porta, peu après nostre avènement à la Couronne, à le pourvoir de l’estat et office de lieutenant-général et chef de police en nostre siège bailliager dudit St-Diey, dans lequel il s’est pareillement comporté, avec toutte la probité, la prudence et le sage conduite que nous pouvions désirer, ainsy qu’en plusieurs commissions dont nous l’avons depuis honoré et desquelles il s’est acquitté de mesme à nostre satisfaction ». Il fut parrain à une trentaine de reprises en l’insigne église de Saint-Dié.

## Mariage
Florent-Joseph Ier Bazelaire épousa le 10 janvier 1675 en l’église paroissiale Saint-Jacques de Lunéville, damoiselle Françoise Parxel ou Parcelle (Lunéville, 19 juillet 1647 ou 19 septembre 1647 – Saint-Dié-des-Vosges, 6 décembre 1708), aînée des enfants d’honorable homme Nicolas Parcel dit des Roger († à Lunéville, le 13 juin 1677), cavalier dans une compagnie de Chevau-Légers du régiment du maréchal de La Ferté-Sénecterre en 1654, hôtelier en 1660, en la grand rue de Lunéville où pend l’enseigne de La Couronne en 1673, cofondateur de l’ermitage de Sainte-Anne à Deuxville, et de son épouse Jacquatte ou Jacqueline Géneval (Lunéville, 9 février 1620 – y mariée le 15 octobre 1645 – ibidem, 14 juillet 1700).

## Postérité
Mort le 12 novembre 1724 à Lunéville, « estant au lit malade dans une chambre au derrière de la maison du sieur Jean-Pierre Le Brun, son beau-frère », Florent-Joseph Ier Bazelaire fut inhumé le surlendemain, aux côtés de sa femme, dans le cloître de l’insigne église de Saint-Dié-des-Vosges, « proche la porte de l’église Notre-Dame » de Galilée. Il a laissé 9 enfants de sa femme Françoise Parxel :
- Marie, Anne, Marguerite Bazelaire (8 avril 1675 au Viel-Marché de Saint-Dié) mariée le 14 octobre 1694 à Lunéville au sieur Jean Joly (1669 - 6 décembre 1736), chevalier, seigneur de Morey à Belleau (actuelle Meurthe-et-Moselle), avocat en la cour du parlement de Metz, prévôt royal en la prévôté de Châtel-sur-Moselle et juge au criminel et au civil de ladite prévôté du 9 octobre 1694 au 16 juin 1699 au moins, reçu conseiller du roi très chrétien au conseil souverain d’Alsace le 16 janvier 1699  , en résidence à Colmar, anobli par lettres patentes du duc Léopold données à Lunéville le 12 mai 1707, envoyé par Louis XIV dans les cercles du Rhin. D’où postérité.
- Françoise Bazelaire (Saint-Dié-des-Vosges, 25 mai 1677).
- Gertrude Bazelaire (Saint-Dié-des-Vosges, 25 mai 1677).
- Antoine-Joseph Bazelaire (Saint-Dié-des-Vosges, 28 juin 1679).
- Marie-Magdeleine Bazelaire (Saint-Dié-des-Vosges, 29 octobre 1680).
- Françoise Bazelaire (Saint-Dié-des-Vosges, 28 septembre 1681).
- Marie Bazelaire (Saint-Dié-des-Vosges, 17 février 1683), marraine à Saint-Dié-des-Vosges les 5 janvier 1701 et 18 janvier 1704.
- Charles-Joseph Bazelaire de Lesseux (Saint-Dié-des-Vosges, 14 février 1684 – Saint-Dié-des-Vosges, 30 août 1717), bachelier en droit le 23 juillet 1703, lieutenant-général et chef de police au siège bailliager de Saint-Dié après son père, seigneur du comté de Lesseux, marié par CM du 6 janvier 1710 à Colmar, dame Marie, Anne, Thérèse d’Andlau à Wittenheim (Ville Neuve Brisach, 1686 [16] - Saint-Dié-des-Vosges, 19 décembre 1775), baronne du Saint-Empire romain germanique. D’où postérité.
- Marie Bazelaire (Saint-Dié-des-Vosges … - 1714 ou 1715), mariée à Saint-Dié-des-Vosges le 8 janvier 1711, à Jean de Thouvenin, seigneur de Broussey et de Raulcourt, gentilhomme ordinaire de SAR le duc de Lorraine, remarié en juillet 1716 à Anne de Gaulmin de La Brière, 2e fils et 4e enfant d’Hubert Thouvenin, écuyer, sieur de Broussey, Hamonville, Velecourt et Villers, gentilhomme ordinaire de SAR le duc de Lorraine, et de dame Anthoinette Blanchard d’Hamonville (mariée en 1674). D’où postérité.